# Seleção Tunisiana de Voleibol Feminino
A seleção tunisiana de voleibol feminino é uma equipe do continente africano, composta pelas melhores jogadoras de voleibol da Tunísia. É mantida pela Federação Tunisiana de Voleibol (FTVB). Encontra-se na 69ª posição do ranking mundial da FIVB segundo dados de setembro de 2021.